# Трамвай-памятник (Выборг)
Трамвай-памятник — воссозданный трамвайный вагон, установленный в качестве памятника в центре города Выборга в сквере на Театральной площади в память о трамвайном движении, существовавшем в городе с 1912 по 1957 год.

## История
Идея установки в Выборге трамвая в качестве достопримечательности обсуждалась в течение длительного времени. Окончательное решение было принято в 2017 году, когда Выборгский судостроительный завод согласился посодействовать практической реализации предложения.
Поскольку ни один из трамваев, ездивших по улицам Выборга, не сохранился, было принято решение о воссоздании трамвая на основе экспонатов Трамвайного музея городского музея Хельсинки, взяв за образец вагон шведско-немецкой компании ASEA/AEG, курсировавший в Выборге в 1912 году. В качестве места для установки памятника был выбран сквер на пересечении Крепостной и Пионерской улиц и Банковского проезда, у которого в 1920 году произошла крупнейшая в Финляндии трамвайная авария (когда погибло пять человек и около двадцати пострадало).
Торжественное открытие памятника состоялось третьего августа 2018 года в присутствии Н. И. Афанасьевой — одной из первых послевоенных вагоновожатых. Памятник-макет, выполненный на Выборгском судостроительном заводе из корабельной стали, поставлен на исторические рельсы, взятые в бывшем трамвайном депо Выборга. В соответствии с оригиналом на вагоне размещены маршрутные таблички с надписями на трёх языках (финском, шведском и русском): «Папула — Вокзал — Абоский мост» (в дореформенной орфографии). Помимо вагона, композиция включает две бронзовые скульптуры: при входе установлена статуя вагоновожатого, а на сцепном устройстве («колбасе») — статуя мальчика-безбилетника. Статуи выполнены скульптором Сергеем Астаповым.
Памятная табличка, установленная внутри вагона, гласит:

ВЫБОРГСКИЙ ТРАМВАЙ

Передан в дар Выборгу в честь 725-летия основания города.

Макет трамвая воссоздан специалистами ПАО «Выборгский судостроительный завод» и активистами МОО «Молодёжная организация ПАО „ВСЗ“».

Скульптурная композиция изготовлена Научно-производственным и коммерческим предприятием «ПИН»

Скульптор Сергей Астапов. Август 2018 года
В трамвайном вагоне разместилось небольшое кафе, получившее приз организованного Минпромторгом конкурса «Торговля России 2019» в номинации «Лучший нестационарный торговый объект России». Сам треугольный сквер, отделённый от основной части Театральной площади Банковским проездом, получил название Трамвайного. А трамвай стал единственным «домом», приписанным к проезду — д. 1.